# Sosticus insularis
Sosticus insularis är en spindelart som först beskrevs av Banks 1895.  Sosticus insularis ingår i släktet Sosticus och familjen plattbuksspindlar. Inga underarter finns listade i Catalogue of Life.